# Chrást (Nymburki járás)
Chrást település Csehországban, a Nymburki járásban. Chrást Hradištko, Poříčany, Klučov, Velenka és Kounice településekkel határos. Lakosainak száma 532 fő (2024. január 1.).

## Népesség
A település lakosságának változását az alábbi diagram mutatja:
| Lakosok száma | 322  | 520  | 609  | 657  | 508  | 467  | 515  | 535  | 534  | 532  |
|               | 1869 | 1890 | 1921 | 1950 | 1980 | 2001 | 2017 | 2019 | 2022 | 2024 |